# Phoenicopterus roseus
El flamenco común (Phoenicopterus roseus) es una especie de ave phoenicopteriforme de la familia Phoenicopteridae que vive en los humedales de África, el sur de Europa y el sudoeste de Asia (hasta la India). Sus parientes más cercanos son el flamenco rojo y el flamenco chileno, que anteriormente se consideraba conespecífico del primero, pero en la actualidad se consideran especies separadas.

## Descripción

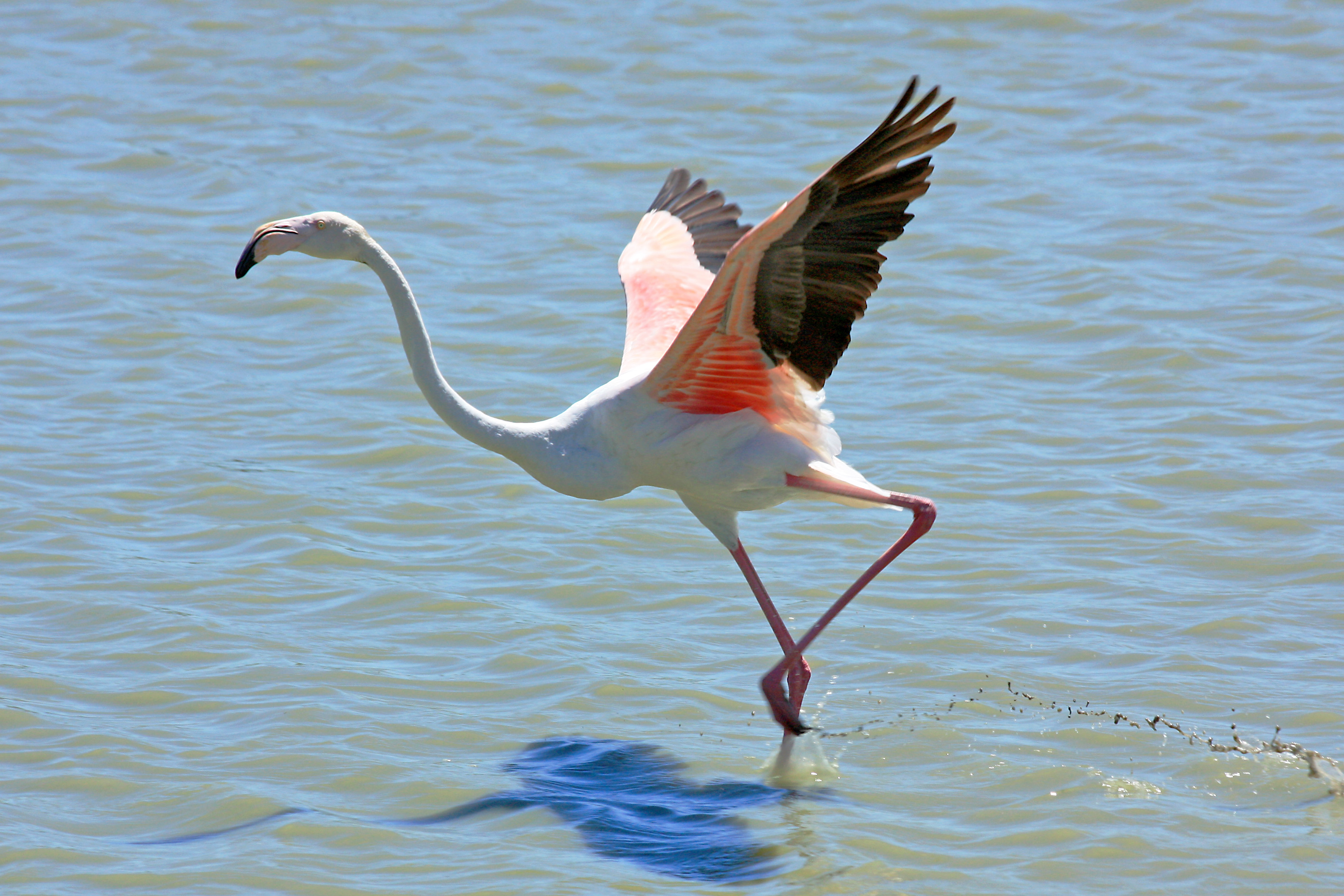
Su plumaje es principalmente rosa claro, con alas con rémiges negras y coberteras de color rojo o rosa oscuro.

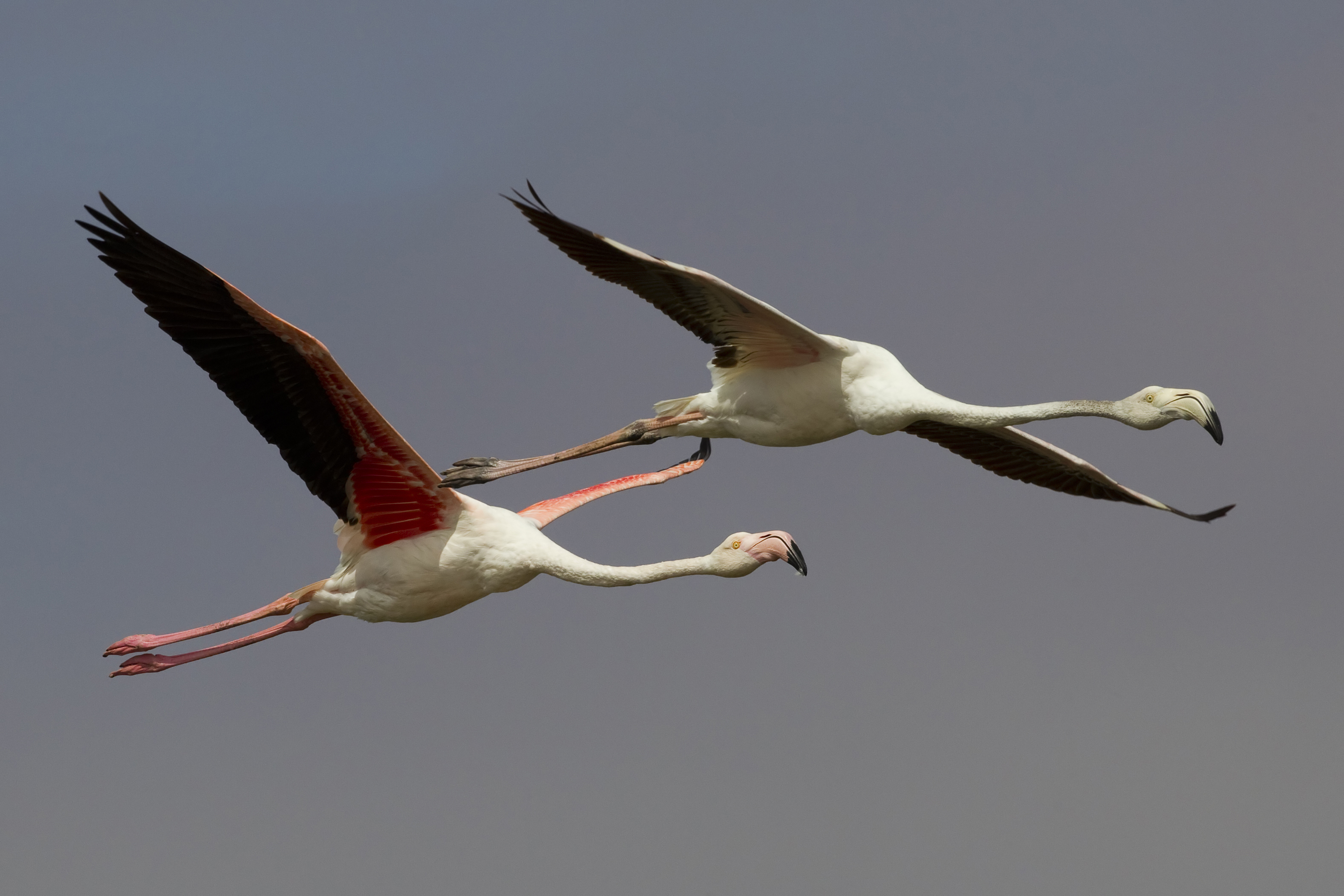
Un subadulto (izq.) con un adulto (dcha.) en vuelo

Como los demás flamencos son aves altas y esbeltas, con patas y cuello muy largos, y un característico pico curvado hacia abajo. El flamenco común es la especie de flamenco de mayor tamaño, con una media de altura de 110 a 150 cm y un peso de entre 2 y 4 kg. Los machos más grandes registrados llegaban hasta los 187 cm de alto y pesaban 4,5 kg. La mayor parte de su plumaje es de color rosa claro, que en las alas es siempre más intenso y puede llegar a ser rojo, con las plumas primarias y secundarias de color negro. Su pico también es rosado en su mayor parte, aunque tiene la punta negra, y sus patas son rosadas en su totalidad. Los subadultos son de color gris blanquecino y adquieren la coloración adulta varios años después. La coloración de su plumaje procede de los pigmentos carotinoides de los crustáceos y algas con que se alimentan, por lo que la intensidad de su coloración dependerá de su dieta.

## Taxonomía y etimología

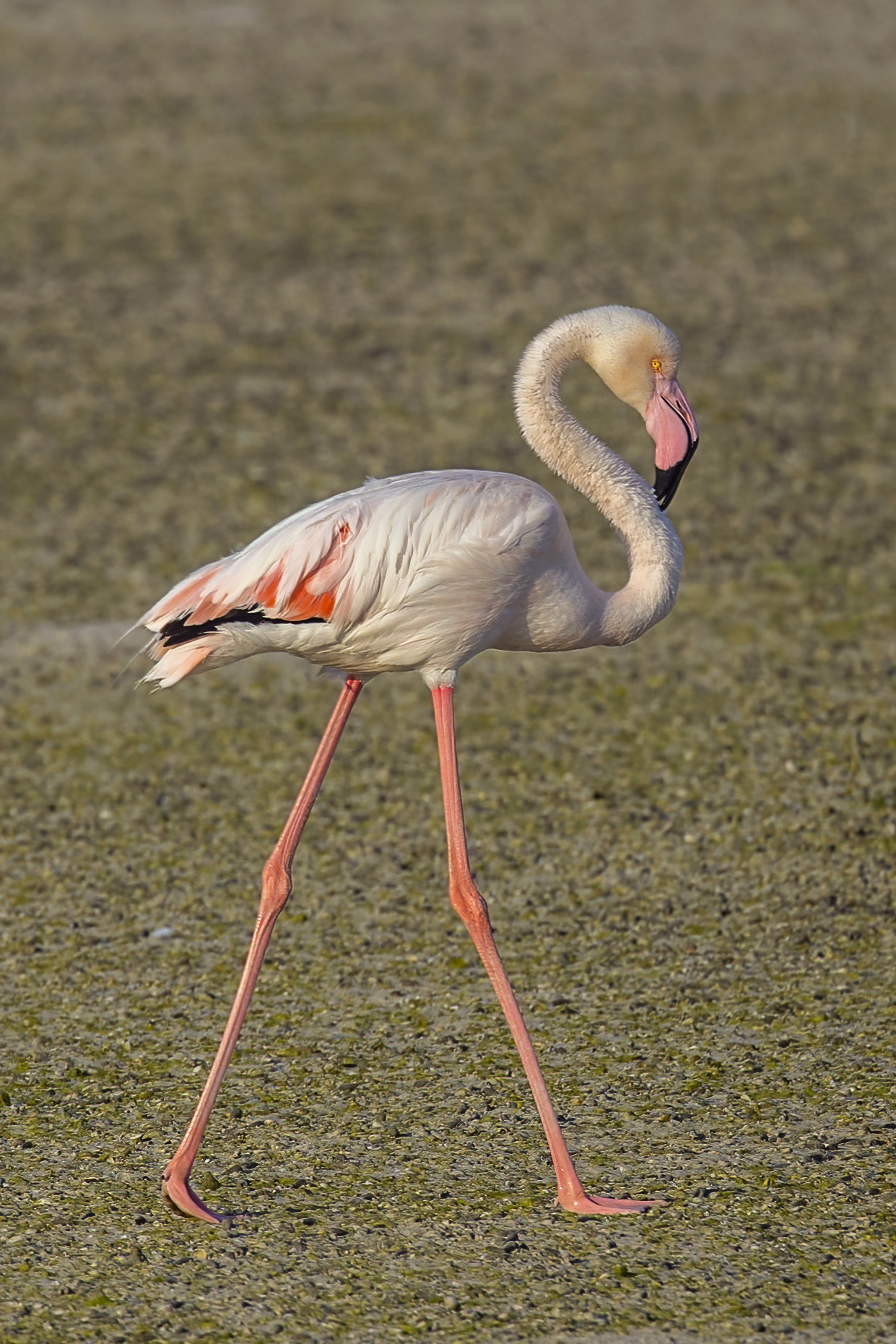
Flamenco Phoenicopterus roseus. Dohat Arad Lagoon, Muharraq, Bahrain

Originalmente fue descrito científicamente en 1811 por Peter Simon Pallas como una subespecie dentro de Phoenicopterus ruber, especie descrita por Carlos Linneo en 1758. Esta clasificación ha permanecido hasta que fueron escindidos en especies separadas en 2008. No se conocen subespecies:
Todos los flamingos se integran en el orden Phoenicopteriformes. Los flamingos son aves acuáticas esbeltas de larguísimas patas y cuello, cola corta y plumajes entre blanquecinos y rojizos. Se caracterizan por la peculiar forma de su pico (muy curvado hacia abajo, con una mandíbula ancha, y romo) que usan para filtrar del agua los pequeños elementos que componen su alimento.
El nombre de su género es un término neolatino que procede de la combinación de las palabras griegas φοῖνιξ (phoinix), que significa «fénix o escarlata», y πτερός (pteros) «alas», en referencia a la coloración roja de sus alas. El nombre de su especie, roseus, en latín significa «rosa».

## Distribución

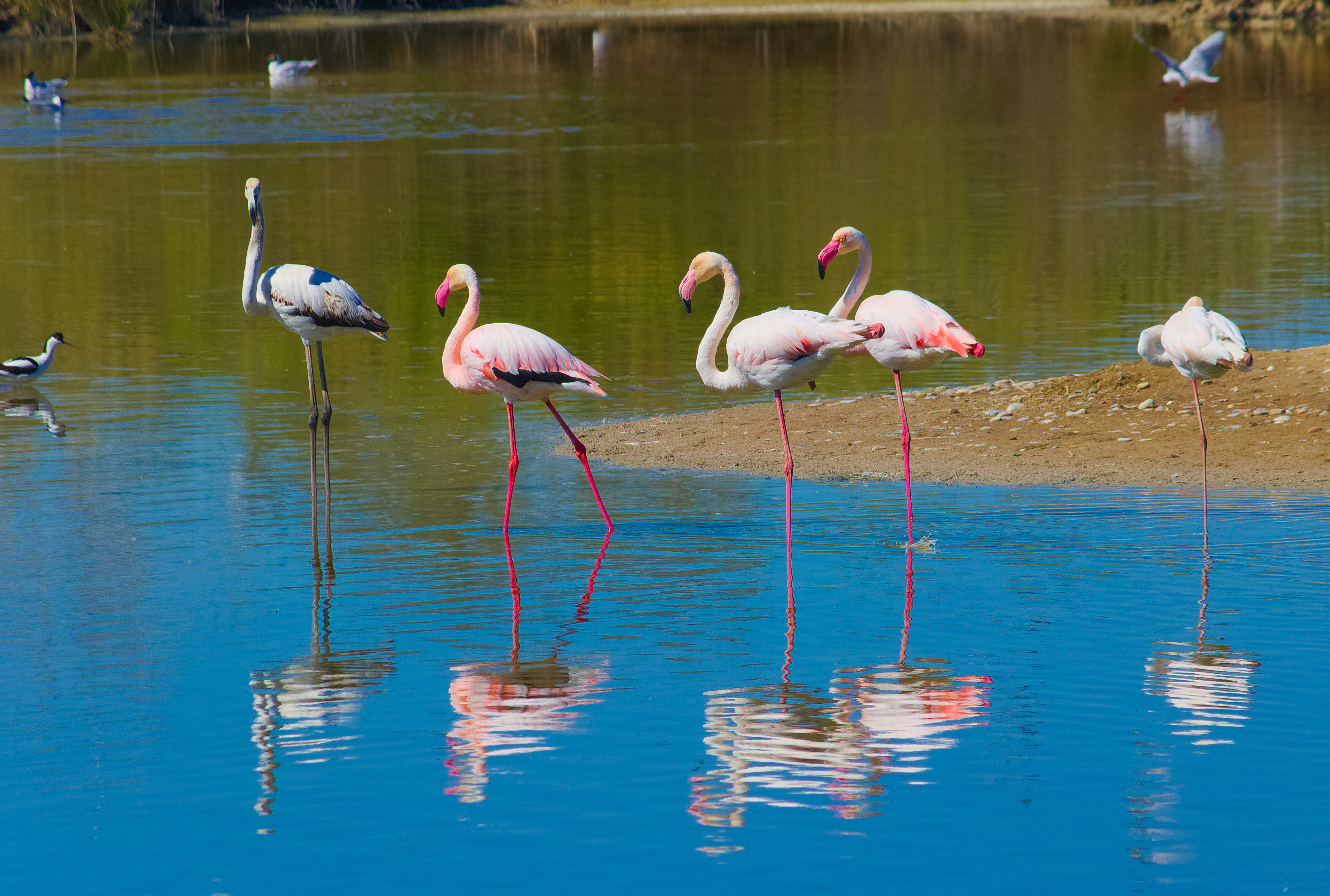
Flamencos comunes en la Albufera de Valencia. Son aves muy gregarias que se alimentan filtrando agua con su pico especializado en aguas someras.

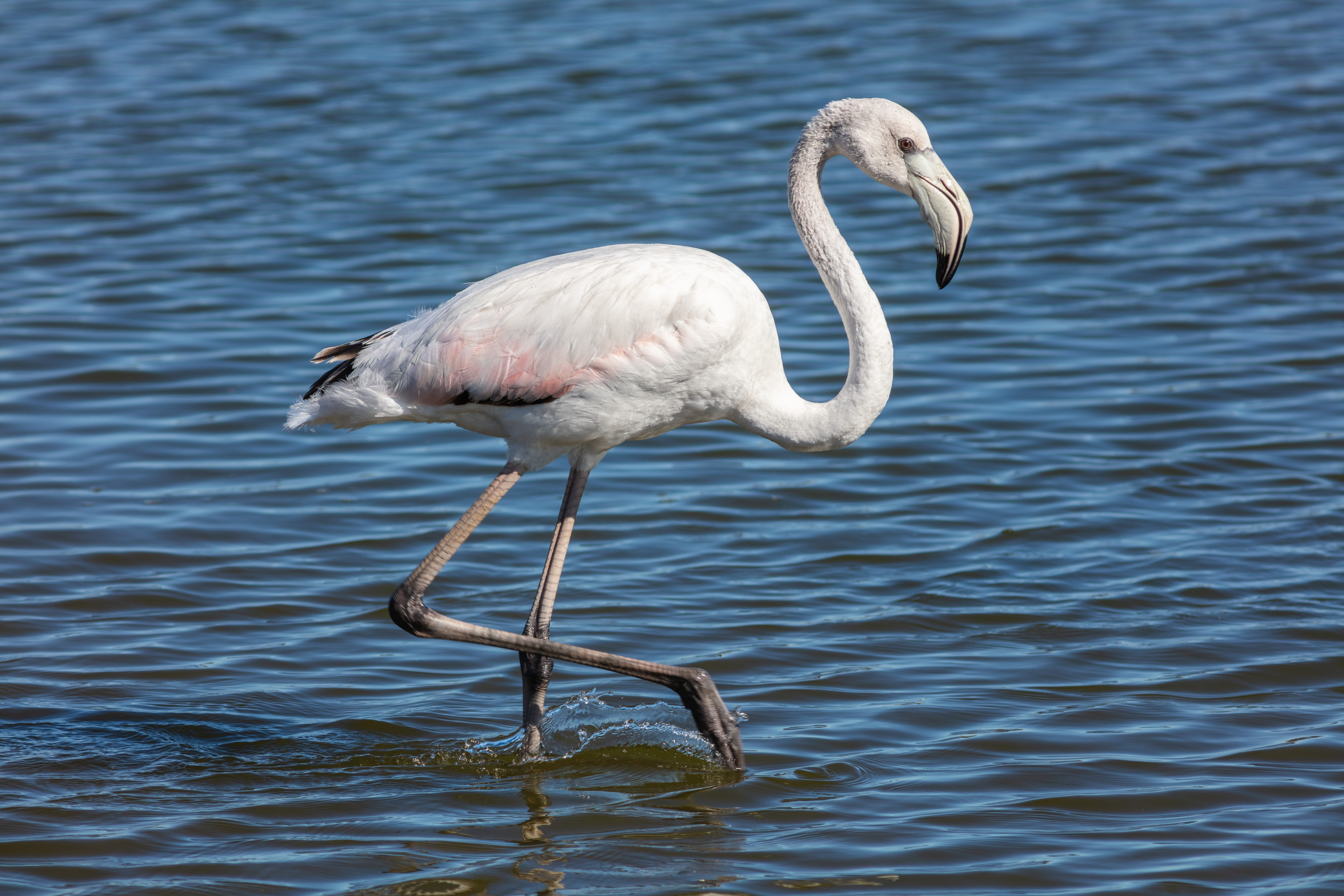
Imagen de alta resolución de un ejemplar en la bahía de Walvis, Namibia.

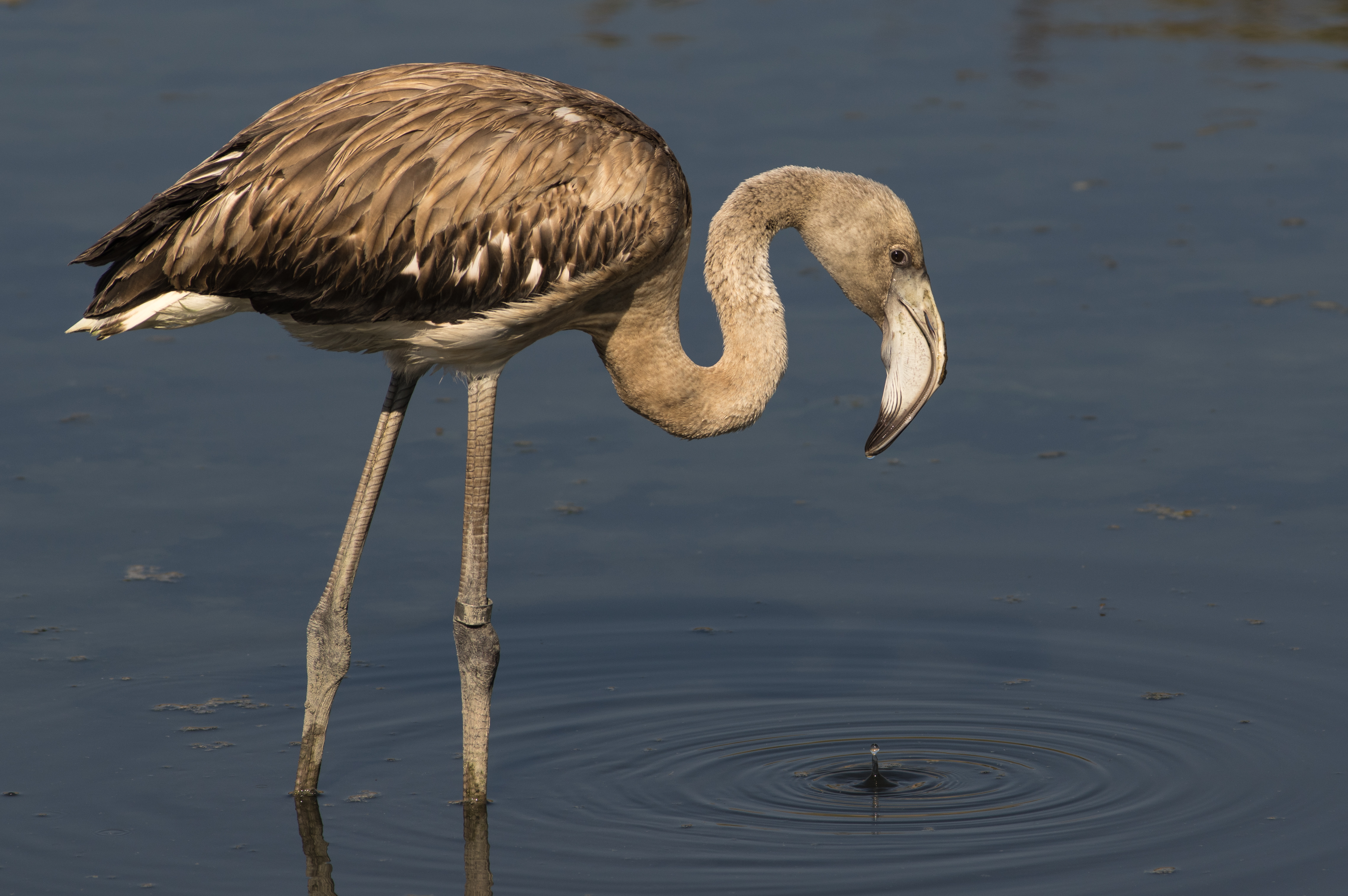
Un subadulto, Għadira Nature Reserve, Malta

Se extiende por los lagos salobres y salinos, así como lagunas costeras y marismas de África, el sur de Europa (incluida España, Cerdeña, Sicilia y Chipre), el sudoeste de Asia (incluida Turquía), llegando hasta la India.
En España anida en la laguna de Fuente de Piedra, Doñana, Marismas del Odiel, la laguna salada de Pétrola, cabo de Gata, Albufera de Valencia, Delta del Ebro, Salinas de Santa Pola, El Hondo, Salinas de Calpe, Salinas de San Pedro del Pinatar y litorales de Baleares. Otras poblaciones europeas importantes se encuentran en la Camarga y zonas diseminadas de Italia y Grecia. Numerosos flamencos procedentes de estas zonas pasan el invierno, y en ocasiones gran parte del resto del año, en humedales del norte de África, como la mar Chica, en Nador, o la desembocadura del río Souss, al sur de Agadir, y Túnez. En África se distribuyen principalmente por los humedales de la región oriental y austral, además de las zonas costeras de todo el continente.

## Comportamiento
Se alimenta de pequeños crustáceos, algas microscópicas, y demás componentes del plancton. Remueven el fango con las patas y filtran el agua con el pico, con la cabeza invertida.
Se alimenta en lagos de aguas someras, a veces en bandadas de más de un millón de ejemplares, y cuando algún miembro del grupo detecta peligro deja de alimentarse y estira el cuello alzando la cabeza mientras grita, avisando así al resto del grupo.
Como todos los flamencos, esta especie anida colonialmente y pone sus huevos en montículos de barro junto al agua. Su puesta se compone de un solo huevo blanquecino.